# Mats Kollbrink
Mats Kollbrink, född den 5 maj 1970, är en svensk före detta friidrottare (höjdhopp). Han tävlade för Hässelby SK. År 1989 vann han europamästerskapen för juniorer på personliga rekordhöjden 2.26.